# Thomas Nipperdey
Thomas Nipperdey (Colônia, 27 de outubro de 1927 — Munique, 14 de junho de 1992) foi um importante historiador alemão. A sua trilogia História alemã 1800-1918 é uma das principais obras de referência sobre a história do século XIX no espaço cultural alemão.
Nipperdey estudou filosofia e história na Universidade de Colônia, na Universidade de Göttingen e na Universidade de Cambridge. Doutorou-se em 1953, com uma dissertação intitulada Positividade e cristianismo nos escritos do jovem Hegel. Em 1961, obteve em Göttingen a sua Habilitation, com um estudo sobre A organização dos partidos políticos na Alemanha até 1818.
Nipperdey lecionou na Universidade de Gießen, na Universidade Técnica de Karlsruhe, na Universidade Livre de Berlim e, por fim, na Universidade de Munique.

## Principais escritos
- Positivität und Christentum in Hegels Jugendschriften. Diss., Köln 1953.
- Die Organisation der deutschen Parteien vor 1918. Habil., Düsseldorf 1961.
- Reformation, Revolution, Utopie: Studien zum 16. Jahrhundert. Göttingen 1975.
- Gesellschaft, Kultur, Theorie. Gesammelte Aufsätze zur neueren Geschichte. Göttingen 1976.
- Nachdenken über die deutsche Geschichte. Essays. München 1986.
- Deutsche Geschichte 1800–1918. München 1998. Zuvor getrennt erschienen als:
  - Deutsche Geschichte 1800–1866. Bürgerwelt und starker Staat. München 1983.
  - Deutsche Geschichte 1866–1918. Arbeitswelt und Bürgergeist. München 1990.
  - Deutsche Geschichte 1866–1918. Machtstaat vor der Demokratie. München 1992.
- Wie das Bürgertum die Moderne fand. Stuttgart 1998.

## Análises da obra de Nipperdey
- Hermann Holzbauer (Hrsg.): Thomas Nipperdey. Bibliographie seiner Veröffentlichungen 1953–1992. München 1993.
- Horst Möller: Zum historiographischen Werk Thomas Nipperdeys. In: ders.: Aufklärung und Demokratie. Historische Studien zur politischen Vernunft. München 2003, S. 390-406.
- Paul Nolte: Darstellungsweisen deutscher Geschichte. Erzählstrukturen und „master narratives“ bei Nipperdey und Wehler. In: Christoph Conrad u. Sebastian Conrad (Hrsg.): Die Nation schreiben. Geschichtswissenschaft im internationalen Vergleich. Göttingen 2002, S. 236-268.